# 坂本幸夫
坂本 幸夫（さかもと ゆきお、1930年4月19日 - ）は、日本の経営者。読売ジャイアンツ広報部長、ハミングバード社長を務めた。大阪府大阪市出身。

## 経歴
1953年に関西大学経済学部を卒業。大阪読売新聞社で記者を務め、1962年に読売ジャイアンツに出向し、1969年までに広報担当兼オーナー秘書兼広報部長を務めた。
1969年にパイオニアに転じ、販売部長と取締役を経て、1978年にはワーナーパイオニア常務に就任。
1983年にハミングバードを設立し、社長に就任。